# Cécile Tormay
Cécile Tormay (Budapest, 8 de octubre de 1876-Mátraháza, 2 de abril de 1937) fue una escritora húngara.

## Biografía

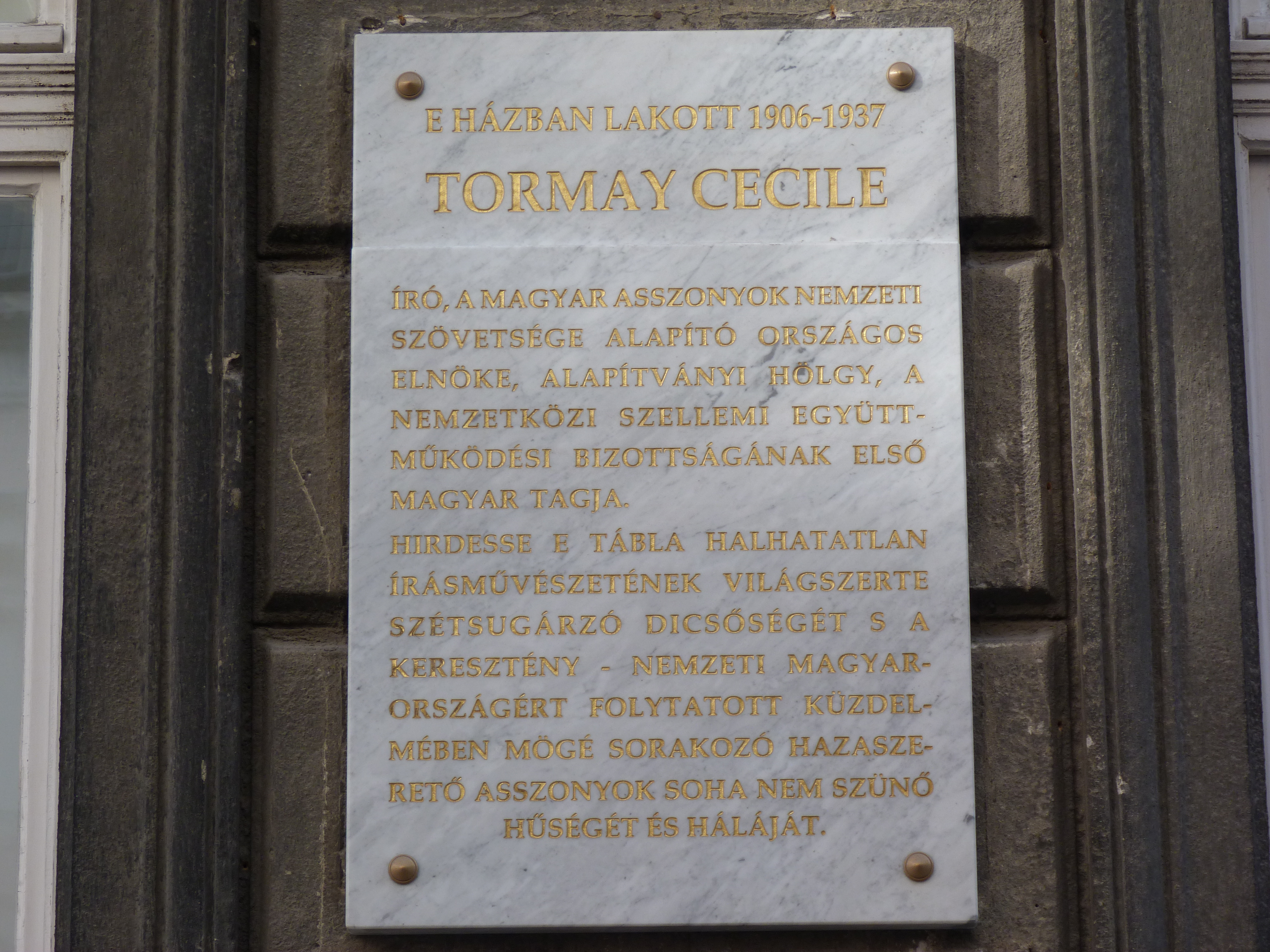
Placa recordando a Tormay

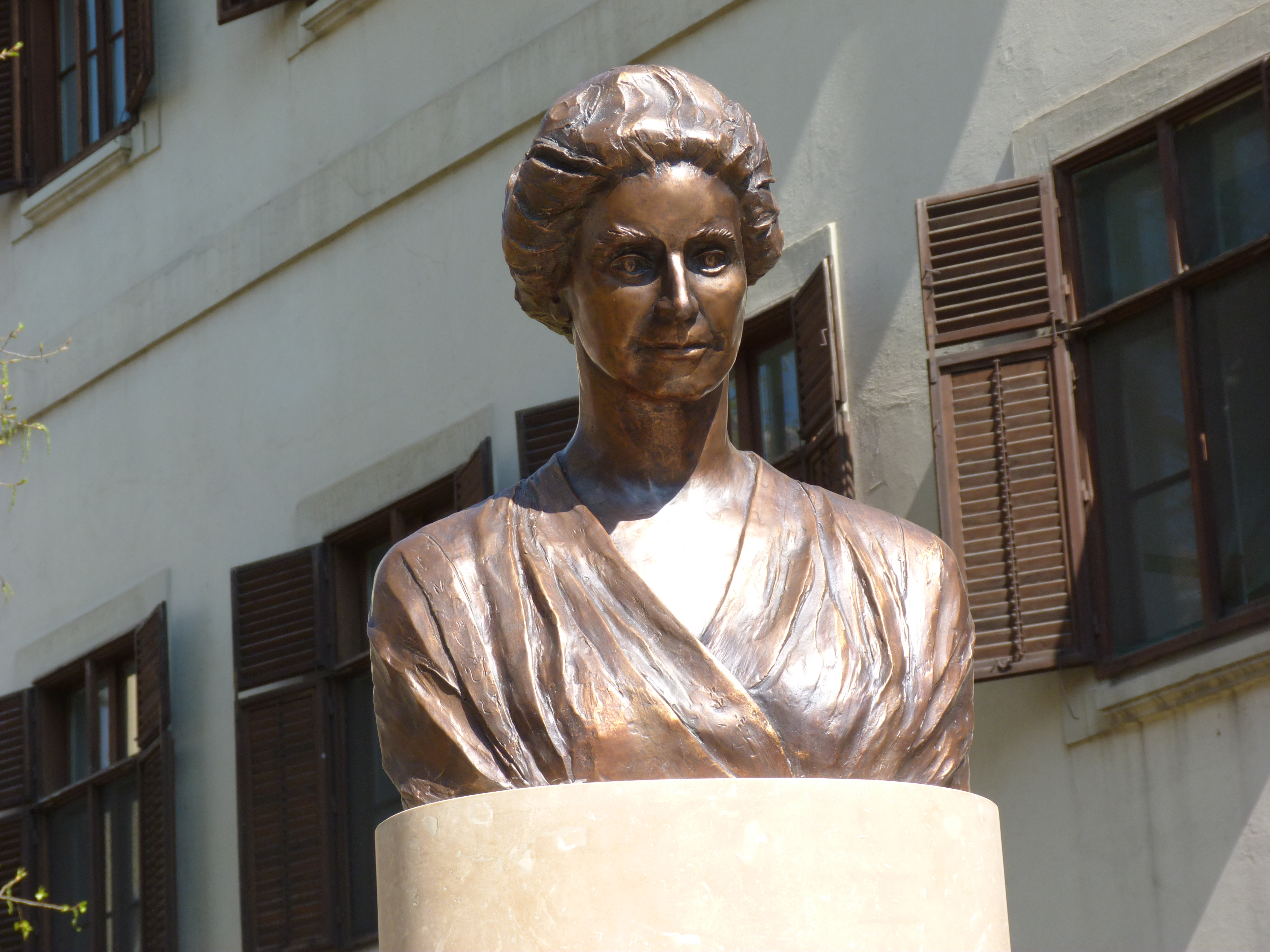
Escultura recordando a Tormay, Budapest.

Nació el 8 de octubre de 1876 en Budapest. Defensora de un feminismo de tintes nacionalistas, de ideología conservadora e inclinaciones antisemitas, fue autora de novelas como Stonecrop (1922) o A régi ház, entre otras. En 1923 publicó An Outlaw's Diary, una crónica de la revolución húngara de 1918 y el posterior régimen soviético en el país, dividida en dos volúmenes: «Revolution» y «La Commune» (1923). Fue propuesta al Premio Nobel de Literatura en 1936. Falleció en Mátraháza el 2 de abril de 1937.

## Nota
1. ↑  Publicada como tal en inglés en 1922.
2. ↑  Publicada en inglés en 1922 con el título The Old House.[6]
3. ↑  Fue nominada por Jenö Pintér, János Horváth, Károly Pap y János Hankiss.[14]